# EU-migrant
EU-migrant syftar vanligtvis på en unionsmedborgare som, tillfälligt eller permanent, uppehåller sig i en annan medlemsstat inom Europeiska unionen än den där han eller hon är medborgare.
I den offentliga debatten används begreppet framför allt vid diskussioner om unionsmedborgare som ägnar sig åt tiggeri eller om påverkan av den fria rörligheten för personer på de sociala biståndssystemen.
Under 2018 fanns cirka 17,6 miljoner EU-migranter. Cirka 4,1 procent av unionens arbetskraft – runt 9,7 miljoner arbetstagare – utgörs av EU-migranter som, i syfte att arbeta, är bosatta i en annan medlemsstat än den där de är medborgare. Det finns ytterligare 1,5 miljoner EU-migranter som är gränsarbetare och cirka 1,9 miljoner EU-migranter som är utstationerade arbetstagare. Därutöver finns 1,5 miljoner EU-migranter som är eftergymnasiala studenter och 1,4 miljoner EU-migranter som är pensionärer.

## Rättslig betydelse
EU-migrant är ett begrepp som saknar rättslig betydelse, såväl i unionsrätten som i nationell rätt. I medierapporteringen används begreppet framför allt vid diskussioner om unionsmedborgare som ägnar sig åt tiggeri eller om påverkan av den fria rörligheten för personer på de sociala biståndssystemen.

## Uppehållsrätt
EU-migranter har, i egenskap av unionsmedborgare, rätt att uppehålla sig i upp till tre månader i en annan medlemsstat än den där de är medborgare, utan några andra krav än innehav av en giltig resehandling (pass eller nationellt identitetskort). Medlemsstaterna har dock möjlighet att kräva att unionsmedborgare och deras familjemedlemmar anmäler sin närvaro inom deras territorium inom ”rimlig och icke-diskriminerande tid”. Om personen i fråga är anställd eller egenföretagare, student eller har tillräckliga tillgångar för sig själv och sin familj för att inte bli en belastning för den mottagande medlemsstatens sociala biståndssystem under vistelsen, kan en EU-migrant även stanna mer än tre månader i den mottagande medlemsstaten. Denna rätt till uppehåll kallas för uppehållsrätt, och innebär att ett uppehållstillstånd inte behövs. Medlemsstaterna har dock möjlighet att kräva att personer som uppehåller sig längre än tre månader registrerar sig hos ansvariga myndigheter.

## Sociala biståndssystemen
Enligt rörlighetsdirektivet ska unionsmedborgare som är anställda eller egenföretagare i en mottagande medlemsstat samt deras familjemedlemmar ges tillgång till det sociala biståndssystemet på samma villkor som de egna medborgarna. För övriga personer med uppehållsrätt, till exempel studenter, pensionärer eller turister samt deras familjemedlemmar, kan tillgången till det sociala biståndssystemet i en medlemsstat begränsas under de första tre månaderna av vistelsen. Vid vistelse som varar mer än tre månader har även dessa personer rätt att få tillgång till det sociala biståndssystemet, utom vad gäller studiebidrag och studielån, som får begränsas i upp till fem år. Under de första fem åren får dessa personer däremot inte utgöra en belastning för det sociala biståndssystemet i den mottagande medlemsstaten; i så fall kan de bli utvisade. Detta får dock endast ske efter en helhetsbedömning av den belastning som en sådan person skulle utgöra för hela det nationella sociala biståndssystemet mot bakgrund av de enskilda omständigheterna i den berördes situation.
Den fria rörligheten för personer kan begränsas endast med hänsyn till allmän ordning, allmän säkerhet eller folkhälsa. Begränsningar med hänsyn till allmän ordning eller allmän säkerhet måste beakta omständigheterna i varje enskilt fall, medan begränsningar med hänsyn till folkhälsa endast får motiveras av någon av de sjukdomar som är epidemiska enligt Världshälsoorganisationen eller någon annan smittsam infektions- eller parasitsjukdom för vilken skyddsåtgärder även gäller de egna medborgarna i den berörda medlemsstaten.
Utöver rätten att röra sig fritt inom unionen har unionsmedborgare, i enlighet med förordningen om arbetskraftens fria rörlighet, rätt att söka arbete i en annan medlemsstat på samma villkor som de egna medborgarna i den medlemsstaten. Den fria rörligheten för arbetstagare kan dock begränsas för nya medlemsstater i upp till sju år efter deras anslutning till unionen.

### Social turism
EU-migrant som begrepp har kopplingar till begreppet välfärdsturism, eller social turism, och de diskussioner som fördes om risken för utnyttjande av välfärdsskillnader inom unionen vid tiden för utvidgningen i östra Europa. Efter Bulgariens och Rumäniens medlemskap 2007 har tiggare från dessa medlemsstater blivit allt vanligare i andra medlemsstater, inte minst i Sverige, där tiggeri är tillåtet. Medias rapportering om detta har fått begreppet EU-migrant att kopplas till denna typ av migranter. Politiska spänningar har uppkommit mellan de som vill hjälpa fattiga migranter och de som inte vill det. Begreppet spelade till exempel en viktig roll i folkomröstningen om Storbritanniens EU-medlemskap den 23 juni 2016. En del som förespråkade brittiskt utträde ur Europeiska unionen motiverade det med att just kunna hindra vad de upplevde som social turism från andra medlemsstater.

### Särskiljning mellanEU-migrantochEU-medborgare i utsatthet
Begreppet ”EU-migrant” har i vissa sammanhang ersatts av andra begrepp, såsom EU-medborgare i utsatthet och utsatta EU-medborgare. Dessa begrepp syftar mer specifikt på unionsmedborgare från medlemsstater med sämre sociala och ekonomiska förhållanden, som reser till andra medlemsstater i hopp om att kunna åtnjuta en högre levnadsstandard genom den mottagande medlemsstatens biståndssystem eller genom tillfälliga och oförutsebara sysselsättningar, såsom tiggeri. Tiggeri ger dock inte rätt till uppehåll i den mottagande medlemsstaten i mer än tre månader enligt rörlighetsdirektivet.